# St. Anger
A St. Anger a Metallica amerikai heavy metal zenekar 2003-as nagylemeze. Elődjét, a Reloadot 6 évvel követte.
Az album felvételei 2002-ben kezdődtek, és nem zajlottak problémamentesen. A két legfőbb akadályozó tényező Jason Newsted basszusgitáros kiválása, illetve frontemberük, James Hetfield alkoholelvonóra való eltávozása volt. A basszusgitár-részeket Bob Rock játszotta fel.
A lemez bizonyos szempontból visszakanyarodás a régi Metallica zenei világához, ugyanakkor előrelépésnek is tekinthető. Lars Ulrich ezt úgy fogalmazta meg, hogy tettek egy hatalmas kört, és most értek vissza a kör elejére. Sokan kifogásolták a lemez hangzását, főleg a pergődobét. A gitárszólók teljes mértékben hiányoznak, ez a Metallicától legalábbis szokatlan. Mindezek ellenére az album sikeres lett, a Billboard listán első helyezést ért el.

## Az album írásának háttere
2001 januárjában a Metallica régi katonai barakkokat bérelt ki. A terveik szerint stúdióba vonultak volna, és megkezdték volna az új album felvételeit közel öt év után. Ezt beárnyékolta az a tény, hogy január 17-én Jason Newsted bejelentette a távozását a zenekarból. A basszusgitáros nélkül maradt zenekaron az album producere, Bob Rock segített azzal, hogy elvállalta ezt a posztot, amíg az együttes nem talál új embert.
2001 júliusában a felvétel ismét megtorpant, mivel az együttes frontembere, James Hetfield alkohol és egyéb szenvedélybetegségei miatt rehabilitációra vonult. A következő év áprilisában Hetfield visszatért, ám a heves viták miatt pszichológust fogadtak Phil Towle személyében.

## Dalok
1. Frantic – 5:50
2. St. Anger – 7:25
3. Some Kind of Monster – 8:25
4. Dirty Window – 5:24
5. Invisible Kid – 8:30
6. My World – 5:45
7. Shoot Me Again – 7:10
8. Sweet Amber – 5:27
9. The Unnamed Feeling – 7:09
10. Purify – 5:14
11. All Within My Hands – 8:47

## Közreműködők
- James Hetfield – gitár
- Lars Ulrich – dob
- Kirk Hammett – gitár
- Bob Rock – producer, basszusgitár